# Salon du Livre pyrénéen
Créé en 2010 par Stéphane Lévêque et Sylvio Brianti, le Salon du Livre pyrénéen réunit une fois par an à Bagnères-de-Bigorre, dans les Hautes-Pyrénées, les auteurs et les éditeurs publiant des ouvrages liés aux Pyrénées françaises ou espagnoles. Sous la présidence de Renaud de Bellefon, l'association Binaros organise l'événement et décerne à chaque édition trois prix bien dotés par les collectivités territoriales.
Rassemblant de nombreuses publications, ce salon incite le public à découvrir et approfondir les spécificités du territoire pyrénéen : au-delà du pyrénéisme, le salon s'ouvre à toutes les disciplines touchant les divers aspects  de la chaîne pyrénéenne. Les aspects scientifiques de la montagne ont également leur place, quelle que soit leur discipline.

## Promouvoir le livre pyrénéen
Les ouvrages considérés ne s'arrêtent pas au seul sujet traitant de la montagne, mais aussi pour tous les sujets ayant pour cadre les Pyrénées. La promotion du livre pyrénéen restant souvent confidentielle, ce salon a pour objectif de mettre en lumière une grande variété d'ouvrages pouvant traiter les disciplines suivantes :  
- la géographie,
- les cultures et les populations,
- des lieux et des personnages,
- des histoires et des traditions,
- le patrimoine,
- l’architecture et l’art,
- la faune et la flore,
- la géologie...

## Les prix et les lauréats du Salon
L’association Binaros, organisatrice du Salon du Livre pyrénéen, attribue tous les ans trois prix importants. En fonction du nombre des publications, un quatrième prix peut être attribué. Un jury d'une douzaine lecteurs de compétences complémentaires coordonné par Roseline Giusti travaillent très en amont au début de chaque année.

### Prix du Livre pyrénéen
Le prix principal est destiné à mettre en valeur un ouvrage constituant un apport important pour la valorisation ou la connaissance des mondes pyrénéens ou d’un de leurs aspects.
| Année | Auteur                                                                                   | Ouvrage | Éditeur                                              |
| ----- | ---------------------------------------------------------------------------------------- | --- | ---------------------------------------------------- |
| 2010  | Joseph Canérot                                                                           | Les Pyrénées : Histoire géologique (tome I) et Itinéraires de découvertes (tome II)                                                    | Atlantica                                            |
| 2011  | ex-æquo : - Alain Bourneton - Patrice Poujade                                            | - Gavarnie, histoire d'un grand site - Le voisin et le migrant : Hommes et circulation dans les Pyrénées modernes (XVIe – XIXe siècle) | - Le Pas d'Oiseau - Presses Universitaires de Rennes |
| 2012  | Magali Rieu                                                                              | Enllà de la pàtria / Au-delà de la patrie                                                                                              | Archives départementales des Pyrénées-Orientales     |
| 2013  | Robert Bosch (texte) et Noël Hautemanière (photographies)                                | Les fêtes de l’Ours en Vallespir | Trabucaire                                           |
| 2014  | Leah Bosquet (photographies) et Claude Dubois (textes)                                   | Entre cimes et abîmes : L’empreinte des mineurs pyrénéens                                                                              | Le pas d’oiseau                                      |
| 2015  | Véronique Lamazou-Duplan                                                                 | Signé Fébus, comte de Foix, Prince de Béarn                                                                                            | Somogy éditions d’Art                                |
| 2016  | Pep Coll                                                                                 | Quatre cercueils, deux noirs, deux blancs                                                                                              | Actes Sud                                            |
| 2017  | sous la direction de Christine Rendu,Carine Calastrenc, Mélanie Le Couedic, Anne Berdoy, | Estives d’Ossau. 7000 ans de pastoralisme dans les Pyrénées                                                                            | Le Pas d’oiseau, PNP, FRAMESPA                       |
| 2018  | sous la direction de Françoise Mignon                                                    | L'Opéra catalan, la Fada. Aux sources d’une œuvre moderniste                                                                           | Trabucaire                                           |
| 2019  | Benoît Cursente                                                                          | Les Cagots. Histoire d’une ségrégation                                                                                                 | Cairn                                                |
| 2020  | Pierre Birnbaum                                                                          | La leçon de Vichy. Une histoire personnelle                                                                                            | Le Seuil                                             |
| 2021  | Coordination : Aline Averbouh, Valérie Feruglio, Frédéric Passard, Georges Sauvet        | Bouquetins et Pyrénées. De la préhistoire à nos jours                                                                                  | Publications Université de Provence                  |

### Prix littérature Pyrénées
Il récompense un ouvrage littéraire ayant pour cadre ou sujet les Pyrénées.
| Année | Auteur                                                                             | Ouvrage                                                          | Éditeur                                            |
| ----- | ---------------------------------------------------------------------------------- | ---------------------------------------------------------------- | -------------------------------------------------- |
| 2010  | Severino Pallaruelo (traduction de l’espagnol : Hélène Michoux et Charles Mérigot) | Tristes montagnes (Pirineos, tristes montes)                     | La Ramonda                                         |
| 2011  | Bernard Minier                                                                     | Glacé                                                            | XO éditions                                        |
| 2012  | Djalla-Maria Longa                                                                 | Mon enfance sauvage                                              | Glénat                                             |
| 2013  | Pierre Mora                                                                        | Un caillou dans la chaussure                                     | Gypaète (collection Les Marmottes hibernent aussi) |
| 2014  | Gil Graff                                                                          | Personne ne parlera de nous lorsque nous serons morts            | Ultima Necat                                       |
| 2015  | Denise Déjean                                                                      | Femmes en leurs jardins                                          | Elan Sud                                           |
| 2016  | Fred Léal                                                                          | Le Mont Perclus de ma solitude                                   | P.O.L                                              |
| 2017  | Marie Cosnay                                                                       | Aquerò                                                           | L’Ogre                                             |
| 2018  | Chusé Inazio Nabarro                                                               | La montre à gousset                                              | Gara d’edizions et La Ramonda                      |
| 2019  | Jesús Arbués                                                                       | Avec peu de bagages. (Ligueros de equipaje) Chronique de l’exode | La Ramonda                                         |
| 2020  | Florence Robert                                                                    | Bergère des collines                                             | Corti                                              |
| 2021  | Colin Niel                                                                         | Entre fauves                                                     | du Rouergue                                        |
| 2022  | Laurine Thizy                                                                      | Les maisons vides                                                | L'Olivier                                          |

### Prix du Guide pyrénéen
Pour le Salon 2014, en raison du peu de livres reçus dans cette thématique, le prix est reporté à l’an prochain et inclura les ouvrages parus de mi-2013 à mi-2015.
| Année | Auteur                                                                           | Ouvrage                                                                                              | Éditeur                                              |
| ----- | -------------------------------------------------------------------------------- | --- | ---------------------------------------------------- |
| 2010  | Olivier de Marliave                                                              | Les fêtes des Pyrénées                                                                               | Sud-Ouest                                            |
| 2011  | Coordination de Robert Sablayrolles avec la collaboration de Marie Laure Maraval | Guide archéologique de Midi-Pyrénées : 1000 av. J.C. / 1000 ap. J.C.                                 | Fédération Aquitania                                 |
| 2012  | Coordonné par Sylvain Frémaux et Jean Ramière                                    | Atlas des oiseaux nicheurs de Midi-Pyrénées                                                          | Delachaux et Niestlé / Nature Midi-Pyrénées          |
| 2013  | Laurent Lafforgue                                                                | Les Pyrénées en faces, tome 2                                                                        | Hors Sentiers                                        |
| 2014  |                                                                                  | |                                                      |
| 2015  | Denis Mirouse, Pascal Audabram                                                   | Châteaux et forts médiévaux en Couserans. Une initiation à la découverte                             | Le Pas d’Oiseau                                      |
| 2016  | Pascal Ravier, Jean-Pierre Pujol                                                 | Lignes de fuite. Pyrénées centrales. Itinéraires d’escalades en Haut-Adour, Aure, Louron, Luchonnais | Cairn                                                |
| 2017  | Gilles Pottier                                                                   | Les Reptiles des Pyrénées                                                                            | Publications du Muséum national d’Histoire naturelle |
| 2018  | Bruno Valcke                                                                     | Pyrénées. Longitude zéro. Une traversée inédite le long du méridien de Greenwich                     | Rando éditions                                       |
| 2019  | Thierry Juteau                                                                   | Trésors géologiques du Pays basque                                                                   | Kilika – Cpie littoral basque                        |
| 2020  | Patrick et Manon Luneau                                                          | Tous dehors ! A la montagne                                                                          | La Salamandre                                        |
| 2021  | Pierre Macia                                                                     | Euskal Herria. Les sept provinces du Pays Basque. Les plus belles randonnées                         | Rando éditions                                       |
| 2022  | Thomas Girard                                                                    | Randonnées romanes                                                                                   | Cairn                                                |

### Prix Jeunesse Pyrénées (Prix du Livre pyrénéen Binaros)
Il récompense des ouvrages sur les Pyrénées destinés à la jeunesse. Il n'est pas proposé à chaque édition, afin de s’adapter au volume de la production éditoriale (dernière attribution en 2011) mais peut de ce fait prendre en compte plusieurs années.
| Année | Auteur                                                                         | Ouvrage                                                                              | Éditeur                                     |
| ----- | ------------------------------------------------------------------------------ | ------------------------------------------------------------------------------------ | ------------------------------------------- |
| 2011  | texte de Raphaëlle Jessic, illustrations de Laurent Gaulhiac                   | Laurent le berger                                                                    | De plaines en Vallées                       |
| 2014  | Philippe Villet et Raphaëlle Jessic (textes), Laurent Gaulhiac (illustrations) | La transhumance ou les jolies colonies de vacances                                   | De plaines en vallées                       |
| 2015  | Marie Bruneau, Bertrand Genier                                                 | Passages, les Pyrénées du nord au sud et réciproquement                              | Cairn                                       |
| 2016  | Pierre Meyer                                                                   | L’écriture du temps. Gavarnie, Ordesa, Estaubé, Troumouse, Pineta, Barroude, Escuain | Jours des Arts – Parc National des Pyrénées |
| 2017  | Claude Dendaletche                                                             | La découverte des Pyrénées                                                           | Arteaz                                      |
| 2018  | Jean Garcia                                                                    | Des hommes et des récits au pays de Luchon                                           | Auto-édition                                |
| 2019  | Martin de la Soudière                                                          | Arpenter le paysage. Poètes, géographes et montagnards                               | Anamosa                                     |
| 2020  | Marion Poinssot et Violaine Steinmann                                          | Carnet de bergères                                                                   | Le Pas d’oiseau                             |
| 2021  | Violaine Bérot                                                                 | Comme des bêtes                                                                      | Buchet-Chastel                              |
| 2022  | Lilian Sineux, Céline Lecoq                                                    | GAR Pyrénées sauvages                                                                | Corbac Éditions                             |